# Fransfläckad parkmätare
Fransfläckad parkmätare (Eulithis mellinata) är en fjärilsart som beskrevs av Fabricius 1787. Fransfläckad parkmätare ingår i släktet Eulithis och familjen mätare. Arten är reproducerande i Sverige. Inga underarter finns listade i Catalogue of Life.

## Bildgalleri

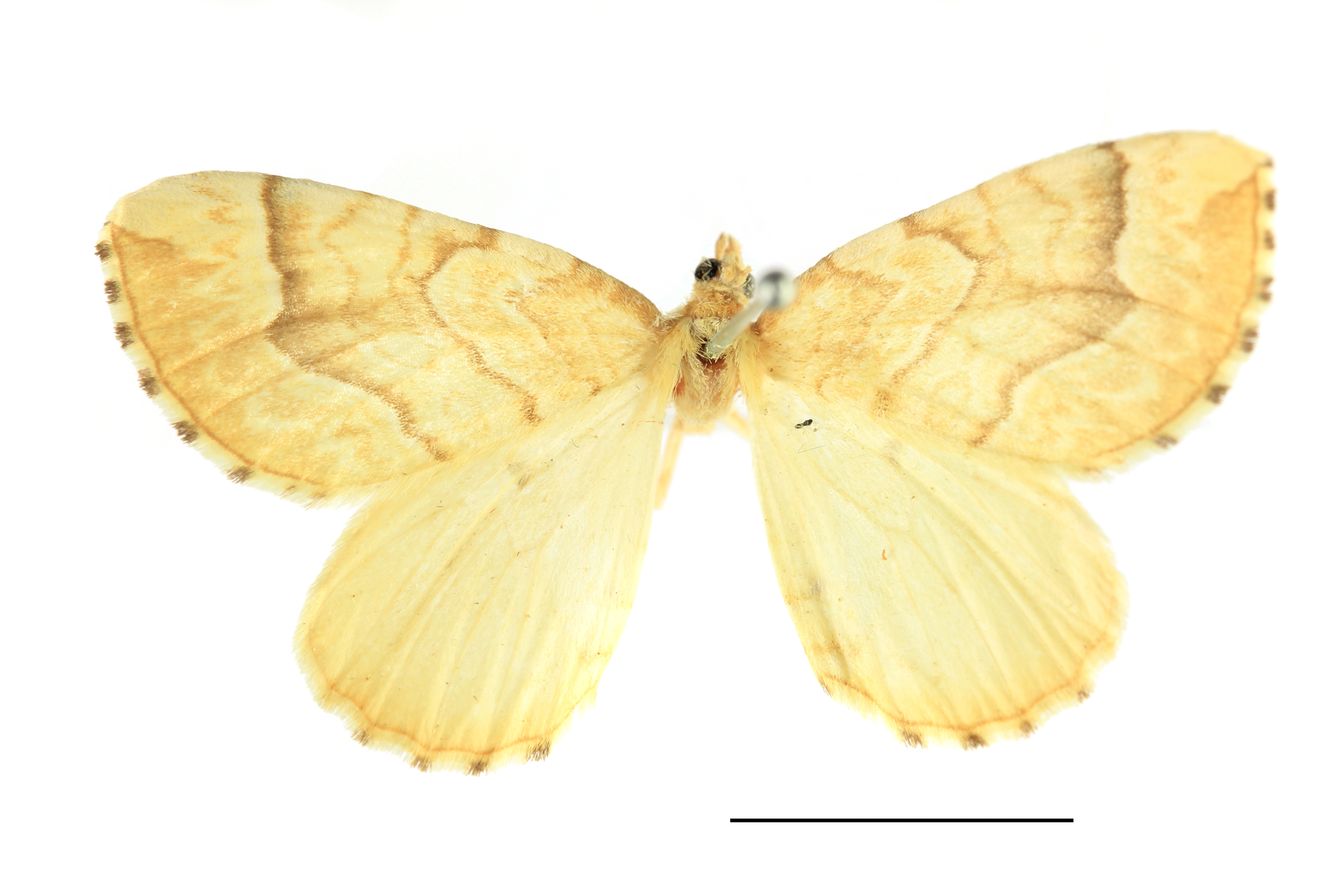
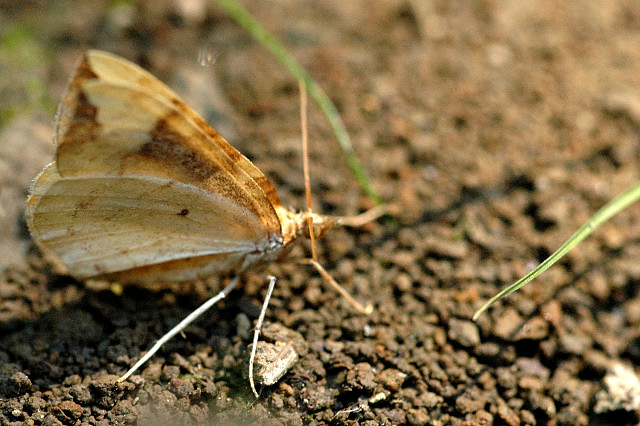
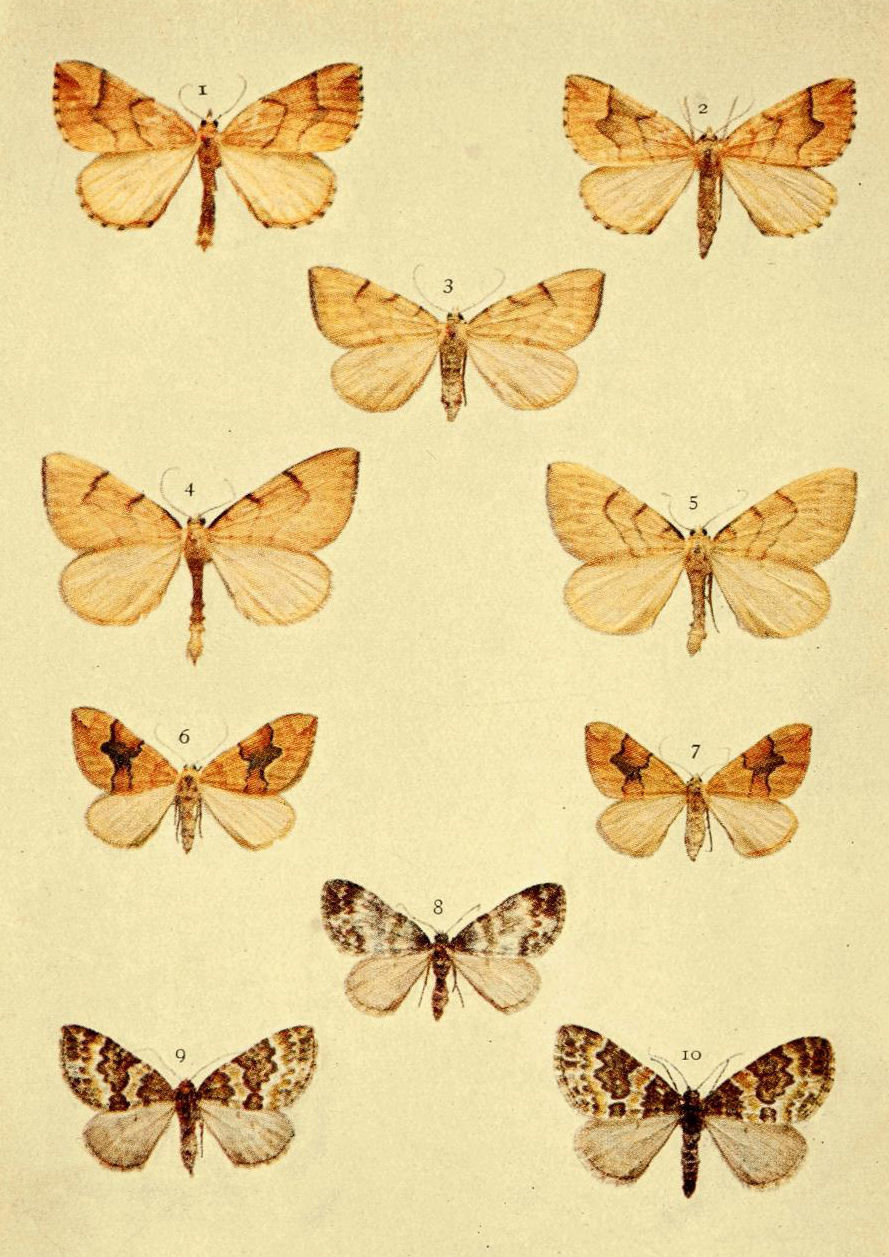
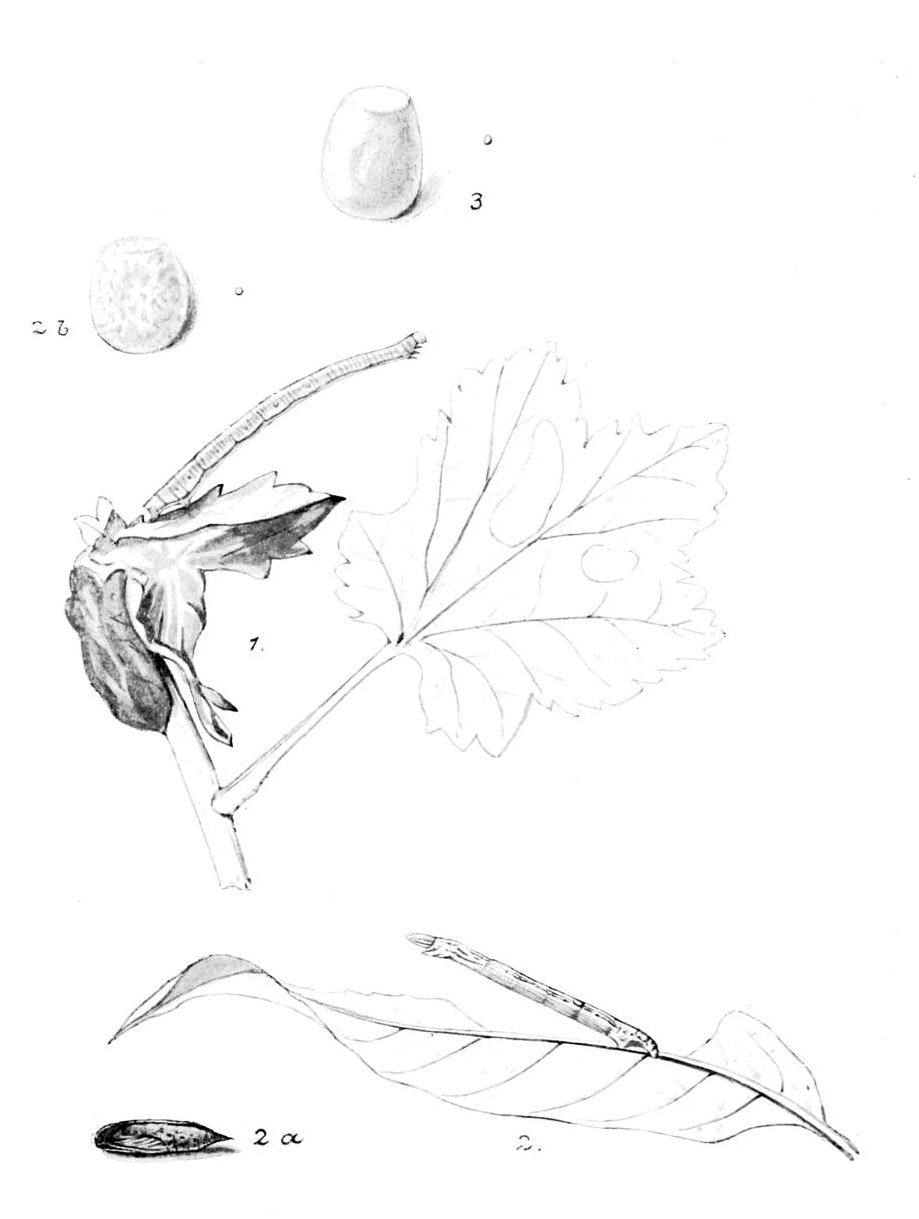